# باربرا جو ووكر
باربرا جو ووكر (بالإنجليزية: Barbara Jo Walker) هي عارضة أمريكية، ولدت في 12 مارس 1926 في ممفيس في الولايات المتحدة، وتوفي بنفس المكان في 7 يونيو 2000.